# تبدیل سفیدکننده
تبدیل سفیدکننده یا تبدیل کروی یک تبدیل خطی است که بردار متغیرهای تصادفی با ماتریس کوواریانس شناخته شده را به مجموعه ای از متغیرهای جدید تبدیل می‌کند که کوواریانس آنها ماتریس همانی است، به این معنی که آنها همبستگی ندارند و هر کدام دارای واریانس ۱ هستند. این تبدیل «سفیدکننده» نامیده می‌شود زیرا بردار ورودی را به بردار نویز سفید تغییر می‌دهد. 
چندین تغییر دیگر با سفید کردن رابطه نزدیک دارند:
1. تبدیل همبستگی زدایی فقط همبستگی‌ها را حذف می‌کند اما واریانس‌ها را دست نخورده باقی می‌گذارد،
2. تبدیل استانداردسازی واریانس‌ها را روی ۱ تنظیم می‌کند اما همبستگی‌ها را دست نخورده باقی می‌گذارد.
3. یک تبدیل رنگ آمیزی یک بردار از متغیرهای تصادفی سفید را به یک بردار تصادفی با یک ماتریس کوواریانس مشخص تبدیل می‌کند.[۲]

## تعریف
فرض کنید {\displaystyle X} یک بردار تصادفی (ستونی) با ماتریس کوواریانس غیر منفرد  {\displaystyle \Sigma } و میانگین {\displaystyle 0} است. آنگاه تبدیل {\displaystyle Y=WX} با ماتریس سفید کننده {\displaystyle W} به شرط ـآنکه {\displaystyle W^{\mathrm {T} }W=\Sigma ^{-1}} باشد، بردار تصادفی سفید شده {\displaystyle Y} با ماتریس کواریانس همانی را به دست می‌دهد.
ماتریس‌های سفید کننده بی‌نهایت زیادی وجود دارد {\displaystyle W} که همگی شرایط فوق را برآورده کنند. انتخاب‌های رایج این‌ها هستند: {\displaystyle W=\Sigma ^{-1/2}} (سفید کننده ماهالانوبیس یا ZCA)
{\displaystyle W=L^{T}} که {\displaystyle L} است تجزیه Cholesky از {\displaystyle \Sigma ^{-1}} است. (Cholesky whitening), یا سیستم ویژه از {\displaystyle \Sigma } (سفید کننده PCA).
تبدیل‌های سفیدکننده بهینه را می‌توان با بررسی کوواریانس متقاطع و همبستگی متقاطع {\displaystyle X} و {\displaystyle Y} مشخص کرد. به عنوان مثال، تبدیل منحصر به فرد سفید کننده بهینه که به حداکثر همبستگی از نظر مؤلفه بین {\displaystyle X} اولیه و {\displaystyle Y} سفید شده دست می‌یابد، توسط ماتریس سفید کننده {\displaystyle W=P^{-1/2}V^{-1/2}} تولید می‌شود. در این عبارت {\displaystyle P} ماتریس همبستگی است و {\displaystyle V} ماتریس واریانس است.

## سفید کردن ماتریس داده
سفید کردن یک ماتریس داده همان روند متغیرهای تصادفی را دنبال می‌کند. یک تبدیل سفیدکننده تجربی با تخمین کوواریانس (مثلاً با برآورد درست‌نمایی بیشینه) و سپس ساختن یک ماتریس سفیدکننده تخمینی متناظر با آن (مثلاً با تجزیه Cholesky) به دست می‌آید.

## پیاده‌سازی R
پیاده‌سازی چندین روش سفیدکننده در R، از جمله روش ZCA, PCA و همچنین سفید کردن CCA، در بستهٔ "whitening" زبان R موجود است و در CRAN منتشر شده‌است.